# Agrupación Deportiva Alcorcón
A Agrupación Deportiva Alcorcón é um clube de futebol espanhol da cidade de Alcorcón, na Província de Madri. A equipe disputa a Primera Federación.

## História
O Alcorcón foi fundado em 1971. Em sua história, disputou 5 edições da Segunda Divisão espanhola, 10 da Terceira Divisão (Segunda División B), 15 da Quarta Divisão (Tercera División), além de ter jogado 14 vezes as Divisões Regionais do futebol espanhol.
O clube ficou mundialmente conhecido ao eliminar o Real Madrid na Copa do Rei na temporada 2009-2010. No primeiro jogo em casa, os "Alfareros" golearam os merengues (que mandaram uma equipe mesclada) por 4 a 0 e no jogo da volta perdeu por 1 a 0, mas avançou para a próxima fase. Após a partida, que ganhou o nome "Alcorconazo" (referência ao Maracanaço da Copa de 1950), o time foi recepcionado por uma multidão na pequena cidade, que fica nos arredores de Madrid.